# يهود من أجل العدالة للفلسطينيين

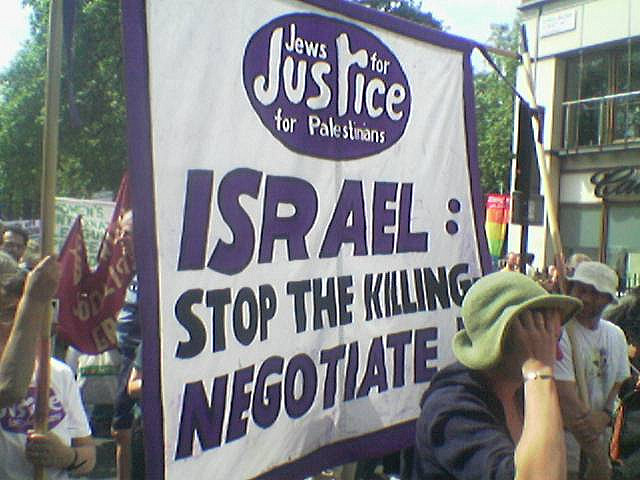

يهود من أجل العدالة للفلسطينيين ( JfJfP ) هي مجموعة مقرها بريطانيا تصف نفسها بأنها تدافع عن حقوق الإنسان والحقوق المدنية والحرية الاقتصادية والسياسية للشعب الفلسطيني . وهي تعارض السياسة الإسرائيلية الحالية تجاه الأراضي الفلسطينية ، ولا سيما أراضي الضفة الغربية وقطاع غزة ، وتسعى إلى تغيير وضعها السياسي . تتكون عضويتها في المقام الأول من اليهود البريطانيين .

## خلفية
تأسست المنظمة في 17 فبراير 2002  من قبل الأكاديمية البريطانية إيرين بروجيل، ابنة لاجئين يهود ألمان، وشريكها  ريتشارد كوبر، مع العديد من الأصدقاء اليهود، معظمهم من الإناث، بعد أن قام بروجيل بجولة في الضفة الغربية .  غضون ست سنوات حققت عضوية 1300 من أصل أكثر من ربع مليون يهودي في المملكة المتحدة، وخلال تلك الفترة أثبتت أنها مفيدة، وفقًا لنعي، في تحطيم الوهم بأن جميع اليهود يدعمون الحكومة الإسرائيلية دون قيد أو شرط ".  وقد نشأ عن رد الفعل على انتفاضة الأقصى ، والتي أدت بسرعة إلى تشكيل حركة من اليهود البريطانيين المعارضين للصهيونية الذين شكلوا منظمة سلام عادل (JPUK) ، في المملكة المتحدة وذلك بتاريخ أكتوبر من عام 2000.  أدى نشر كلمة "فلسطيني" باسمهم إلى بعض الجدل، لكن بقي.  سرعان ما جعلت مهارات (Bruegel) السياسية أكبر منظمة من هذا النوع في مجالها.  وقد لعبت دورًا مهمًا في إنشاء منظمة أوسع، وهي منظمة يهود أوروبا من أجل سلام عادل . 
تصف نفسها بأنها ترحب بالجميع اليهود، ممارسة والعلمانيين اليهود، الصهيونية وليس الذين يعارضون الإسرائيلية السياسات التي يمكن أن ينظر إليها على أنها تهدد الحقوق الفلسطينية. وهي تعمل من خلال الأحداث الثقافية لإحداث وعي عام ينتقد مثل هذه السياسات. 
وهي تدعم مجموعة واسعة من مجموعات السلام وحقوق الإنسان الإسرائيلية التي تعمل من أجل هذه الغايات نفسها. كان أحد قادتها، ريتشارد كوبر، نشطًا في تشكيل تحالف من اليهود الذين أبحروا في أواخر عام 2010 من سايبس في محاولة لكسر الحصار المفروض على قطاع غزة ، بعد بضعة أشهر من غارة أسطول غزة . 
أسبابها المعلنة لدعم حقوق الفلسطينيين هي تعزيز حقوق الإنسان وأن هذه هي أفضل وسيلة لتأمين السلام للإسرائيليين. وهي تدعم حق الإسرائيليين في العيش بحرية وأمان داخل حدود إسرائيل عام 1967.
وهي تنظم لإعطاء صوت للفئات العديدة من نشاط السلام الإسرائيلي ولضمان سماع الآراء اليهودية التي تنتقد السياسة الإسرائيلية في بريطانيا. وهي تعتقد أن مثل هذه المعارضة مهمة في مواجهة معاداة السامية والادعاء بأن معارضة سياسات إسرائيل هي نفسها معادية للسامية. ترك ديفيد هيرش المنظمة في عام 2016 لأن بعض الموقعين عليها شككوا في حسن نية أولئك الذين يدعمون مزاعم معاداة السامية في حزب العمال .
وهي تتعاون مع المنظمات الأخرى في قضايا محددة دون أن تؤيدها بالضرورة. إلى جانب آخرين، يدعو الحكومة البريطانية وحكومات الاتحاد الأوروبي إلى تعليق الاتفاقيات التجارية مع إسرائيل، والاعتراف بالسلطة الفلسطينية ودعمها مالياً، والتوقف عن تجارة الأسلحة مع إسرائيل، والضغط من أجل إنفاذ القانون الدولي في المنطقة، والسعي من أجل مفاوضات عادلة وحرة بين الطرفين.
وهي تدعم صندوق شالوم سلام البريطاني الذي يمول مجموعة متنوعة من المشاريع الإنسانية والتعليمية في إسرائيل وفلسطين.
إنه عضو مؤسس في مؤسسة كفى (Enough) الذي يعد تحالف في المملكة المتحدة وتأسس عام 2007.

## الالتماسات والرسائل المفتوحة حول المسائل السياسية وحقوق الإنسان
نظمت JfJfP عددًا من الالتماسات والرسائل المفتوحة حول المسائل السياسية وحقوق الإنسان الموقعة من قبل يهود بريطانيين بارزين من الأوساط الأكاديمية والفنون وغيرها من مجالات النشاط.

تم التوقيع على خطاب إلى وزير الخارجية والكومنولث ديفيد ميليباند في سبتمبر 2007 ، يحث فيه حكومة صاحبة الجلالة على التحدث في الأمم المتحدة ضد العقوبات الإسرائيلية في غزة ، والذي تم طبعه في صحيفة التايمز ، من بين أشياء أخرى كثيرة: 
- زيجمونت بومان
- ستانلي كوهن (أستاذ جامعي)
- ميريام ديفيد
- ستيفن فراي
- إريك هوبسباوم
- مايكل هوروفيتز
- نيكولاس هيتنر
- بريان كلوغ
- ستيفين لوكيس
- ميريام مارجولييس
- بول أوستريكر
- سوزي أورباش
- هارولد بنتر
- مايكل روزين
- أليكسي سيل
- لين سيغال
- جيليان سلوفو
- جانيت سوزمان
- ميشيلين دينا

### اقتباسات
1. 1 2 3 4 5  Landy 2012.
2. ↑  Gruner 2008.
3. 1 2  Himmelweit & Mohun 2008.
4. ↑  Rosen 2011.
5. ↑  AP 2010.
6. ↑  "Academic quits Jews for Justice for Palestinians, saying: 'They're part of the problem'" (بالإنجليزية الأمريكية). Archived from the original on 2019-04-23. Retrieved 2018-08-11.

## روابط خارجية
- الموقع الرسمي
- صندوق شالوم السلام البريطاني